# Gara Ecaterina Teodoroiu
Gara Ecaterina Teodoroiu este o stație de cale ferată care deservește Târgu Jiu, județul Gorj, România.